# Macroscepis cornejoi
Macroscepis cornejoi är en oleanderväxtart som beskrevs av Morillo. Macroscepis cornejoi ingår i släktet Macroscepis och familjen oleanderväxter. Inga underarter finns listade i Catalogue of Life.